# Wladislaw Wladimirowitsch Larin
Wladislaw Wladimirowitsch Larin (russisch Владислав Владимирович Ларин; * 7. Oktober 1995 in Petrosawodsk) ist ein russischer Taekwondoin. Er startet in den oberen Gewichtsklassen bis 80 bzw. 87 Kilogramm.

## Erfolge
Wladislaw Larin sicherte sich zahlreiche Turniersiege und Grand-Prix-Erfolge. Bei den Europaspielen 2015 in Baku gewann er in der Gewichtsklasse über 80 Kilogramm die Silbermedaille. In der Gewichtsklasse bis 87 Kilogramm wurde er 2016 in Montreux und 2018 in Kasan jeweils Europameister. 2021 sicherte er sich in der Gewichtsklasse über 87 Kilogramm in Sofia Silber. Bei Weltmeisterschaften verbesserte sich Larin in der Gewichtsklasse bis 87 Kilogramm von einer Bronzemedaille 2015 in Tscheljabinsk über eine Silbermedaille 2017 in Muju bis hin zum Titelgewinn 2019 in Manchester. 2019 gewann er außerdem bei den Militärweltspielen in Wuhan in der Gewichtsklasse über 87 Kilogramm Silber.
Bei den 2021 ausgetragenen Olympischen Spielen 2020 in Tokio erreichte Larin in seiner Konkurrenz nach Siegen gegen Pita Taufatofua aus Tonga, den Slowenen Ivan Trajkovič und Sun Hongyi aus China das Finale, in dem er auch den Nordmazedonier Dejan Georgievski mit 15:9 bezwang und damit Olympiasieger wurde.